# Robert Michels
Robert Michels (9. ledna 1876 Kolín nad Rýnem – 2. května 1936 Řím) byl německý sociolog. Proslavil se především svou knihou Zur Soziologie des Parteiwesens in der modernen Demokratie (1911); v ní představil svůj „železný zákon oligarchie“, podle kterého oligarchické struktury nakonec dominují jakékoli politické organizaci nezávisle na její politické orientaci. Ve svém pozdějším díle Corso di sociologia politica (1927) už ale nekritizuje oligarchické tendence velkých organizací, naopak sympatizuje s elitou a vůdcem, u kterého se koncentruje veškerá moc. Paradoxně se tedy Michels nakonec ztotožnil přesně s těmi rysy organizované společnosti, kterými dříve nejvíce opovrhoval.